# Upplands runinskrifter 120
Upplands runinskrifter 120 är ett vikingatida runstensfragment av granit i Solna kyrka, Solna socken och Solna kommun. Runstensfragmentet är 0,45 meter långt och 0,45 meter brett. Fragmentet hittades då man i kyrkans sakristias norra vägg tog upp ett nytt fönster 1926. Troligen slogs stenen sönder och användes vid bygget av sakristian på 1400-talet. Fragmentets tjocklek är endast 20 centimeter vilket tyder på att runstenen har varit lätt att slå sönder till lämpliga bitar att bygga mur med.

## Inskriften
Translitterering av runraden:
...uitr/uitr : li(t) ... ... ...-i hiu
Normalisering till runsvenska:
Andvettr/Øyndr let ... ... ... hio(?).
Översättning till nusvenska:
Andvéttr/Eyndr lät ... hugga(?).